# Sebastian Franck
Sebastian Franck, född 20 januari 1499 i Donauwörth, död omkring 1542, var en tysk religiös tänkare och författare.
Franck var först katolsk, sedan luthersk prästman, och övergick omkring 1528 till den för all kyrklig organisation främmande spiritualismen. Den lutherska rättfärdiggörelseläran ansåg Franck sedligt förslappande och i stället för bibelns auktoritet satte han de inre upplysningen genom Guds ande. I sin historiebetraktelse tillerkände han varje religiös riktning ett relativt sanningsmoment och yrkade på fullständig religionsfrihet. I vissa avseenden var Franck en föregångare till de radikala pietismen och 1700-talsupplysningen. För sina åsikters skull förvisades han från Strassburg, och senare från Ulm, och avled i Basel. Bland Francks skrifter märks Chrinica, Zeitbuch und Geschichtbibel (1531), i vilken ingår den så kallade "Ketzerchronik", en förteckning på alla trosåskådningar, som enligt Francks mening måste av katolska kyrkan anses kätterska, i fall denna konsekvent följde sina läror, och till "kättare" då räknas även stora namn som Augustinus och andra, samt Weltbuch: Spiegel und Bildnis des ganzen Erdbodens (1534) och Germaniæ chronicon (1538).